# Новомиколаївка (Іванівська селищна громада)
Новомикола́ївка — село в Україні, в Іванівській селищній громаді Генічеського району Херсонської області. Населення становить 466 осіб.

## Історія
Село постраждало внаслідок геноциду українського народу, проведеного окупаційним урядом СРСР в 1932-1933 та 1946-1947 роках. 
12 червня 2020 року, відповідно до розпорядження Кабінету Міністрів України № 713-р «Про визначення адміністративних центрів та затвердження територій територіальних громад Запорізької області», увійшло до складу Іванівської селищної громади. 
17 липня 2020 року, в результаті адміністративно-територіальної реформи та ліквідації Іванівського району, село увійшло до складу Генічеського району.
24 лютого 2022 року село тимчасово окуповане російськими військами під час російсько-української війни.

## Населення
Згідно з переписом УРСР 1989 року чисельність наявного населення села становила 486 осіб, з яких 230 чоловіків та 256 жінок.
За переписом населення України 2001 року в селі мешкало 467 осіб.

### Мова
Розподіл населення за рідною мовою за даними перепису 2001 року:
| Мова       | Відсоток |
| ---------- | -------- |
| українська | 96,78 %  |
| російська  | 2,79 %   |
| румунська  | 0,43 %   |

## Пам'ятки
На території села є два кургани (пам'ятка археології місцевого значення, датується III тис. до н. е. — II тис. н. е.) та група із семи братських могил радянських воїнів (пам'ятка історії місцевого значення, охоронний номер 681).
Також на центральній площі встановлено пам’ятний знак жертвам Голодомору 1932 —1933 років. На знаку вказано, що він встановлений «від мешканців Н-Миколаївської сільської ради».

## Відомі люди
- Бабенко Іван Федорович — голова колгоспу, допомагав пережити Голодомор 1932–1933 землякам[9].
- Грішин Іван Трифонович (1919—1944) — радянський військовий, Герой Радянського Союзу.